# رایه‌وو
رایه‌وو (انگلیسی: Rayevo) یک شهرک در شهرستان داولکانوفسکی در استان باشقیرستان کشور روسیه است.